# 1165
Cette page concerne l'année 1165  du calendrier julien. Pour l'année 1165 av. J.-C., voir 1165 av. J.-C.
L'année 1165 est une année commune qui commence un vendredi.

## Événements
- 12 avril : Frédéric Barberousse inféode la Sardaigne à la commune de Pise[1].
- Mai-juin : le concile de Lombers dans le diocèse d'Albi condamne les « bonshommes » comme hérétiques[2].
- 21 août : Albenga est pillée et brûlée par les Pisans en guerre contre Gênes[3].
- 21 novembre : le pape Alexandre III entre dans Rome[4].
- 9 décembre : Guillaume Ier le Lion devient roi d'Écosse, succédant à son frère Malcolm (Máel Coluim) IV  (fin du règne en 1214)[5].
- 24 décembre : le nouveau roi d’Écosse Guillaume Ier le Lion est sacré à l’abbaye de Scone, dans le Perthshire[5].
- 29 décembre : canonisation de Charlemagne[6].

- Henri II d’Angleterre décide d’interdire aux Anglais de fréquenter la Sorbonne, ce qui favorise l’université d’Oxford[7].